# Associazione Calcio Fiorentina 1992-1993
Questa voce raccoglie le informazioni riguardanti l'Associazione Calcio Fiorentina nelle competizioni ufficiali della stagione 1992-1993.

## Stagione

Aldo Agroppi, di ritorno sulla panchina viola dopo sette anni, deluse e trascinò la squadra in zona retrocessione

In questa stagione arrivano a Firenze il centrocampista tedesco Stefan Effenberg, la punta Francesco Baiano, il danese Brian Laudrup, i difensori Daniele Carnasciali e Gianluca Luppi, e il centrocampista Fabrizio Di Mauro. Ad allenare la formazione è ancora Luigi Radice.
Nelle prime giornate della Serie A i toscani stazionano ai primi posti della classifica. Alla tredicesima giornata la Fiorentina è seconda in classifica alle spalle del Milan e a pari punti (15) con Inter e Torino ma nel turno successivo, dopo una sconfitta in casa contro l'Atalanta (0-1) che sarà la rivelazione di quel campionato, l'allenatore viene a sorpresa esonerato da Vittorio Cecchi Gori per lasciar spazio ad Aldo Agroppi. Dalla sesta piazza in cui ha lasciato la squadra Radice, in breve si arriva agli ultimi posti a poche partite dalla fine, con un desolante ruolino di tre vittorie, nove pareggi e otto sconfitte nelle ultime venti giornate. Per le sfide conclusive del torneo viene chiamata in panchina la coppia di ex bandiere Luciano Chiarugi-Giancarlo Antognoni, per cercare di salvare la stagione.
L'ultimo turno vede la Fiorentina vincere largamente contro il Foggia (6-2), ma il contemporaneo pareggio dell'Udinese contro la Roma (1-1) relega la squadra viola alla retrocessione, dopo cinquantaquattro anni, in Serie B. È un'annata che vede i gigliati mettere a referto partite dalle numerose marcature, come la sconfitta di Firenze contro il Milan per 7-3 o le vittorie, che risulteranno inutili ai fini della lotta-salvezza, per 7-1 contro l'Ancona e il già citato 6-2 ai foggiani. In Coppa Italia la squadra è infine eliminata agli ottavi di finale dalla Roma.

## Divise e sponsor

Gabriel Batistuta con la controversa seconda maglia usata nella prima parte di stagione

Le maglie della stagione 1992-93, fornite da Lotto, furono contraddistinte da una storia travagliata, in particolare quelle da trasferta. Come prima divisa Lotto propose un completo tutto viola con colletto bordato di bianco: tutta la divisa era composta di trame di varie tonalità di viola.
La prima divisa da trasferta presentata era bianca con un'ampia zona di viola su braccia e petto costituita da varie geometrie di diverse tonalità del colore, a prima vista innocue ma che formavano in realtà, del tutto inavvertitamente, delle svastiche. Da una segnalazione ai media di uno spettatore, il caso divenne immediatamente di portata nazionale, e il fornitore intervenne a fine novembre sostituendo le maglie in questione prima con una divisa tutta bianca con colletto viola provvisoria, poi completamente bianca.
| Casa | Trasferta |

## Rosa
| N. |                      | Ruolo | Calciatore                 |
| -- | -------------------- | ----- | -------------------------- |
|    | Italia (bandiera)    | P     | Gianmatteo Mareggini       |
|    | Italia (bandiera)    | P     | Alessandro Mannini         |
|    | Italia (bandiera)    | P     | Emiliano Betti             |
|    | Italia (bandiera)    | D     | Stefano Carobbi (capitano) |
|    | Italia (bandiera)    | D     | Daniele Carnasciali        |
|    | Italia (bandiera)    | D     | Mario Faccenda             |
|    | Italia (bandiera)    | D     | Stefano Pioli              |
|    | Italia (bandiera)    | D     | Alberto Malusci            |
|    | Italia (bandiera)    | D     | Lorenzo D'Anna             |
|    | Italia (bandiera)    | D     | Davide Barni               |
|    | Italia (bandiera)    | D     | Vittorio Tosto             |
|    | Italia (bandiera)    | D     | Rufo Verga                 |
|    | Italia (bandiera)    | D     | Gianluca Luppi             |
|    | Argentina (bandiera) | C     | Diego Latorre              |
|    | Danimarca (bandiera) | C     | Brian Laudrup              |
|    | Italia (bandiera)    | C     | Massimo Orlando            |
|    | Italia (bandiera)    | C     | Pietro Maiellaro           |

| N. |                      | Ruolo | Calciatore         |
| -- | -------------------- | ----- | ------------------ |
|    | Italia (bandiera)    | C     | Antonio Dell'Oglio |
|    | Italia (bandiera)    | C     | Andrea Vascotto    |
|    | Italia (bandiera)    | C     | Fabrizio Di Mauro  |
|    | Italia (bandiera)    | C     | Daniele Giraldi    |
|    | Germania (bandiera)  | C     | Stefan Effenberg   |
|    | Italia (bandiera)    | C     | Giuseppe Iachini   |
|    | Italia (bandiera)    | C     | Daniele Amerini    |
|    | Italia (bandiera)    | C     | Mauro Zironelli    |
|    | Italia (bandiera)    | A     | Francesco Flachi   |
|    | Italia (bandiera)    | A     | Mario Bartolelli   |
|    | Italia (bandiera)    | A     | Daniele Beltrammi  |
|    | Italia (bandiera)    | A     | Francesco Baiano   |
|    | Italia (bandiera)    | A     | Eddy Baggio        |
|    | Argentina (bandiera) | A     | Gabriel Batistuta  |
|    | Italia (bandiera)    | A     | Alessio Bifini     |
|    | Italia (bandiera)    | A     | Massimiliano Memmo |

## Risultati

### Serie A

#### Girone di andata
| Arbitro: | Cinciripini (Ascoli Piceno) |

|               |           |                 |
| Effenberg 52’ | Marcatori | 66’ Van't Schip |

| Arbitro: | Baldas (Trieste) |

|                             |           |                   |
| Signori 21’ (rig.) Doll 34’ | Marcatori | 9’, 67’ Batistuta |

| Arbitro: | Rodomonti (Teramo) |

|                                                                                    |           |            |
| Pecoraro Scanio 20’ (aut.) Di Mauro 34’, 65’ Laudrup 39’, 71’ Baiano 50’ Luppi 75’ | Marcatori | 15’ Detari |

| Arbitro: | Pairetto (Nichelino) |

|                             |           |                    |
| Shalimov 80’ Battistini 87’ | Marcatori | 51’, 84’ Batistuta |

| Arbitro: | Beschin (Legnago) |

|                                       |           |                                                                  |
| Baiano 14’ Effenberg 48’ Di Mauro 89’ | Marcatori | 25’, 45’ Massaro 34’ Lentini 42’, 87’ Gullit 79’, 90’ Van Basten |

| Arbitro: | Pezzella (Frattamaggiore) |

|  |           |                                 |
|  | Marcatori | 13’ Beltrammi 83’ (rig.) Baiano |

| Arbitro: | Mughetti (Cesena) |

|                                          |           |  |
| Baiano 1’, 78’ (rig.) Batistuta 63’, 83’ | Marcatori |  |

| Arbitro: | Bettin (Padova) |

|                              |           |               |
| Francescoli 39’ Oliveira 90’ | Marcatori | 57’ Batistuta |

| Arbitro: | Amendolia (Messina) |

|                            |           |              |
| Iachini 30’ M. Orlando 33’ | Marcatori | 70’ Caniggia |

| Arbitro: | Brignoccoli (Ancona) |

|          |           |                |
| Hagi 47’ | Marcatori | 62’ M. Orlando |

| Arbitro: | Felicani (Bologna) |

|                                       |           |              |
| Policano 18’ Zola 42’, 85’ Careca 90’ | Marcatori | 34’ Di Mauro |

| Arbitro: | Beschin (Legnago) |

|                              |           |  |
| Laudrup 8’ Sartor 53’ (aut.) | Marcatori |  |

| Arbitro: | Sguizzato (Verona) |

|          |           |            |
| Grun 59’ | Marcatori | 54’ Baiano |

| Arbitro: | Stafoggia (Pesaro) |

|  |           |             |
|  | Marcatori | 53’ Perrone |

| Arbitro: | Pezzella (Frattamaggiore) |

|                               |           |  |
| Branca 1’, 45’, 60’ Balbo 88’ | Marcatori |  |

| Firenze 17 gennaio 1993 16ª giornata | Fiorentina                    | 0 – 0 referto | Torino | Stadio Artemio Franchi\| Arbitro: \| Quartuccio (Torre Annunziata) \| |
| Arbitro:                             | Quartuccio (Torre Annunziata) |               |        |                                                                       |

| Arbitro: | Cardona (Milano) |

|               |           |  |
| Kolyvanov 54’ | Marcatori |  |

#### Girone di ritorno
| Arbitro: | Amendolia (Messina) |

|                          |           |                          |
| Skuhravy 53’, 77’ (rig.) | Marcatori | 26’ Baiano 41’ Batistuta |

| Arbitro: | Cesari (Genova) |

|  |           |                       |
|  | Marcatori | 59’ Signori 90’ Fuser |

| Arbitro: | Mughetti (Cesena) |

|                          |           |            |
| Agostini 45’, 67’ (rig.) | Marcatori | 65’ Baiano |

| Arbitro: | Baldas (Trieste) |

|                                    |           |               |
| Batistuta 7’ A. Paganin 90’ (aut.) | Marcatori | 13’, 70’ Sosa |

| Arbitro: | Trentalange (Torino) |

|                    |           |  |
| Savićević 66’, 88’ | Marcatori |  |

| Arbitro: | Brignoccoli (Ancona) |

|                             |           |  |
| Effenberg 47’ Batistuta 54’ | Marcatori |  |

| Arbitro: | Pairetto (Nichelino) |

|                                    |           |  |
| Baiano 44’ (aut.) Pioli 90’ (aut.) | Marcatori |  |

| Arbitro: | Stafoggia (Pesaro) |

|                            |           |              |
| Batistuta 65’ Di Mauro 67’ | Marcatori | 11’ Cappioli |

| Arbitro: | Bazzoli (Merano) |

|               |           |             |
| Rizzitelli 6’ | Marcatori | 12’ Laudrup |

| Arbitro: | Sguizzato (Verona) |

|                           |           |                                   |
| Laudrup 37’ Batistuta 53’ | Marcatori | 69’ (aut.) Di Mauro 71’ Raducioiu |

| Arbitro: | Trentalange (Torino) |

|               |           |             |
| Batistuta 86’ | Marcatori | 25’ Fonseca |

| Arbitro: | Boggi (Salerno) |

|                                                 |           |  |
| Marocchi 60’ Ravanelli 80’ R. Baggio 90’ (rig.) | Marcatori |  |

| Arbitro: | Pairetto (Nichelino) |

|              |           |              |
| Di Mauro 89’ | Marcatori | 43’ A. Melli |

| Arbitro: | Amendolia (Messina) |

|                                 |           |              |
| Pisani 30’ Batistuta 87’ (aut.) | Marcatori | 85’ Faccenda |

| Arbitro: | Trentalange (Torino) |

|                           |           |                          |
| Effenberg 40’ (rig.), 60’ | Marcatori | 16’ Dell'Anno 28’ Branca |

| Arbitro: | Baldas (Trieste) |

|              |           |               |
| Aguilera 18’ | Marcatori | 90’ Batistuta |

| Arbitro: | Boggi (Salerno) |

|                                                               |           |                            |
| Batistuta 8’, 30’ Baiano 26’, 43’ M. Orlando 70’ Vascotto 79’ | Marcatori | 80’ Di Biagio 85’ Petrescu |

### Coppa Italia

#### Turni preliminari
| Arbitro: | Felicani (Bologna) |

|            |           |  |
| Baiano 75’ | Marcatori |  |

| Arbitro: | Pairetto (Nichelino) |

|              |           |                                |
| Beghetto 89’ | Marcatori | 30’, 78’ Batistuta 71’ Laudrup |

| Arbitro: | Trentalange (Torino) |

|                                           |           |                           |
| A. Carnevale 14’, 52’ Mihajlovic 46’, 50’ | Marcatori | 79’, 82’ (rig.) Effenberg |

| Arbitro: | Pairetto (Nichelino) |

|               |           |                |
| Batistuta 84’ | Marcatori | 69’ Rizzitelli |

## Statistiche

### Statistiche di squadra
| Competizione | Punti | In casa | In casa | In casa | In casa | In casa | In casa | In trasferta | In trasferta | In trasferta | In trasferta | In trasferta | In trasferta | Totale | Totale | Totale | Totale | Totale | Totale | DR |
| Competizione | Punti | G       | V       | N       | P       | Gf      | Gs      | G            | V            | N            | P            | Gf           | Gs           | G      | V      | N      | P      | Gf     | Gs     | DR |
| ------------ | ----- | ------- | ------- | ------- | ------- | ------- | ------- | ------------ | ------------ | ------------ | ------------ | ------------ | ------------ | ------ | ------ | ------ | ------ | ------ | ------ | -- |
| Serie A      | 30    | 17      | 7       | 7       | 3       | 37      | 24      | 17           | 1            | 7            | 9            | 16           | 32           | 34     | 8      | 14     | 12     | 53     | 56     | -3 |
| Coppa Italia |       | 2       | 1       | 1       | 0       | 2       | 1       | 2            | 1            | 0            | 1            | 5            | 5            | 4      | 2      | 1      | 1      | 7      | 6      | +1 |
| Totale       |       | 19      | 8       | 8       | 3       | 39      | 25      | 19           | 2            | 7            | 10           | 21           | 37           | 38     | 10     | 15     | 13     | 60     | 62     | -2 |

### Statistiche dei giocatori
| Giocatore      | Serie A  | Serie A | Serie A     | Serie A    | Coppa Italia | Coppa Italia | Coppa Italia | Coppa Italia | Totale   | Totale | Totale      | Totale     |
| Giocatore      | Presenze | Reti    | Ammonizioni | Espulsioni | Presenze     | Reti         | Ammonizioni  | Espulsioni   | Presenze | Reti   | Ammonizioni | Espulsioni |
| -------------- | -------- | ------- | ----------- | ---------- | ------------ | ------------ | ------------ | ------------ | -------- | ------ | ----------- | ---------- |
| F. Baiano      | 32       | 10      | ?           | ?          | 4            | 1            | ?            | ?            | 36       | 11     | ?           | ?          |
| M. Bartolelli  | -        | -       | -           | -          | 1            | 0            | ?            | ?            | 1        | 0      | 0+          | 0+         |
| G. Batistuta   | 32       | 16      | ?           | ?          | 3            | 3            | ?            | ?            | 35       | 19     | ?           | ?          |
| D. Beltrammi   | 7        | 1       | ?           | ?          | 2            | 0            | ?            | ?            | 9        | 1      | ?           | ?          |
| E. Betti       | 1        | 0       | ?           | ?          | -            | -            | -            | -            | 1        | 0      | 0+          | 0+         |
| D. Carnasciali | 31       | 0       | ?           | ?          | 4            | 0            | ?            | ?            | 35       | 0      | ?           | ?          |
| S. Carobbi     | 24       | 0       | ?           | ?          | 3            | 0            | ?            | ?            | 27       | 0      | ?           | ?          |
| L. D'Anna      | 5        | 0       | ?           | ?          | -            | -            | -            | -            | 5        | 0      | 0+          | 0+         |
| A. Dell'Oglio  | 12       | 0       | ?           | ?          | -            | -            | -            | -            | 12       | 0      | 0+          | 0+         |
| F. Di Mauro    | 29       | 6       | ?           | ?          | 4            | 0            | ?            | ?            | 33       | 6      | ?           | ?          |
| S. Effenberg   | 30       | 5       | ?           | ?          | 4            | 2            | ?            | ?            | 34       | 7      | ?           | ?          |
| M. Faccenda    | 23       | 1       | ?           | ?          | 3            | 0            | ?            | ?            | 26       | 1      | ?           | ?          |
| D. Giraldi     | 1        | 0       | ?           | ?          | -            | -            | -            | -            | 1        | 0      | 0+          | 0+         |
| G. Iachini     | 21       | 1       | ?           | ?          | 3            | 0            | ?            | ?            | 24       | 1      | ?           | ?          |
| D. Latorre     | 2        | 0       | ?           | ?          | -            | -            | -            | -            | 2        | 0      | 0+          | 0+         |
| B. Laudrup     | 31       | 5       | ?           | ?          | 3            | 1            | ?            | ?            | 34       | 6      | ?           | ?          |
| G. Luppi       | 28       | 1       | ?           | ?          | 4            | 0            | ?            | ?            | 32       | 1      | ?           | ?          |
| A. Mannini     | 15       | -28     | ?           | ?          | 3            | -5           | ?            | ?            | 18       | -33    | ?           | ?          |
| G. Mareggini   | 21       | -28     | ?           | ?          | 1            | -1           | ?            | ?            | 22       | -29    | ?           | ?          |
| Mazinho        | -        | -       | -           | -          | 1            | 0            | ?            | ?            | 1        | 0      | 0+          | 0+         |
| M. Orlando     | 29       | 3       | ?           | ?          | 3            | 0            | ?            | ?            | 32       | 3      | ?           | ?          |
| S. Pioli       | 31       | 0       | ?           | ?          | 3            | 0            | ?            | ?            | 34       | 0      | ?           | ?          |
| S. Salvatori   | -        | -       | -           | -          | 1            | 0            | ?            | ?            | 1        | 0      | 0+          | 0+         |
| A. Vascotto    | 5        | 1       | ?           | ?          | -            | -            | -            | -            | 5        | 1      | 0+          | 0+         |
| R. Verga       | 4        | 0       | ?           | ?          | -            | -            | -            | -            | 4        | 0      | 0+          | 0+         |